# (26806) Kushiike
(26806) Kushiike est un astéroïde de la ceinture principale découvert en 1982.

## Description
(26806) Kushiike a été découvert le 22 mai 1982 à l'observatoire de Kiso, un observatoire astronomique situé sur le mont Ontake au Japon, par Hiroki Kosai et Kiichiro Hurukawa.

### Caractéristiques orbitales
L'orbite de cet astéroïde est caractérisée par un demi-grand axe de 3,13 UA, un périhélie de 2,67 UA, une excentricité de 0,15 et une inclinaison de 15,76° par rapport à l'écliptique. Du fait de ces caractéristiques, à savoir un demi-grand axe compris entre 2 et 3,2 UA et un périhélie supérieur à 1,666 UA, il est classé, selon la JPL Small-Body Database, comme objet de la ceinture principale.

### Caractéristiques physiques
(26806) Kushiike a une magnitude absolue (H) de 13,7 et un albédo estimé à 0,303.